# Antonio Mazzarosa
Antonio Mazzarosa (Lucca, 29 settembre 1780 – Lucca, 27 marzo 1861) è stato un politico e intellettuale italiano.

## Biografia
Antonio Mazzarosa nacque a Lucca il 29 settembre 1780. Il suo vero cognome era Mansi, essendo appunto sesto figlio di Giovan Battista Mansi, patrizio lucchese e di Caterina Massoni. Assunse il cognome Mazzarosa solo all'età di 20 anni, quando venne adottato dal marchese Francesco Mazzarosa, che era privo di figli e voleva evitare l'estinguersi del suo casato. L'adozione rese Antonio erede di un notevolissimo patrimonio e gli permise di iniziare una promettente carriera politica.
Nel 1799 la Repubblica di Lucca era stata occupata dai francesi e subito trasformata in una democrazia di stampo giacobino. Il giovane Mazzarosa fu attento osservatore degli eventi di questi anni ed ammirò il regime assolutistico ma moderato che venne instaurato con la creazione del Principato di Lucca e Piombino. Al momento del crollo del potere napoleonico in Italia il Mazzarosa venne designato dal ricostituito Senato della Repubblica a far parte del Governo Provvisorio degli Stati Lucchesi (maggio 1814). Di fatto il potere venne però esercitato dai comandanti delle truppe austriache che subentrarono quasi subito a quelle britanniche che per prime avevano occupato il Principato.
Nel 1817 all'amministrazione militare austriaca subentrò il Ducato di Lucca la cui prima sovrana fu Maria Luisa di Borbone. L'ascesa politica del Mazzarosa si sarebbe però concretizzata a partire dal 1824, quando la duchessa passò a miglior vita e salì al trono il di lei figlio Carlo Lodovico. Proprio in quell'anno Mazzarosa divenne Presidente della Commissione d'incoraggiamento di belle arti e manifatture, un organismo statale deputato ad individuare le politiche idonee a favorire lo sviluppo manifatturiero. Si deve notare che il fratello di Mazzarosa, Ascanio Mansi, fu ai vertici dei governi ducali per decenni, occupando il posto di segretario di stato e spesso anche quelli di Ministro degli Interni e degli Esteri.
Nel 1825 il Mazzarosa andò ad inserirsi in un posto chiave nel sistema educativo del Ducato. Egli divenne infatti Direttore Generale della Pubblica Istruzione, carica che comprendeva anche il ruolo di direttore dell'Università di Lucca. Il ruolo del Mazzarosa si accrebbe ulteriormente dal 1830, quando il sovrano tolse al Ministero dell'Interno la potestà sugli istituti di istruzione di ogni grado, creando un'apposita Direzione equivalente ad un ministero. Il Mazzarosa fu messo a capo della nuova struttura andando a cumulare le cariche di Direttore dell'Università e di Ministro della Pubblica Istruzione. Durante la direzione del Mazzarosa l'Università raggiunse un ottimo livello ed ebbe importanti professori ed allievi, tra cui Francesco Carrara ed Augusto Conti. Altra importante azione di Mazzarosa fu il convincere il Duca ad introdurre nello Stato gli Asili Aportiani (1840).
Il Mazzarosa, che si interessava di varie materie tra cui l'agronomia, partecipò al I Congresso degli Scienziati Italiani tenutosi in Pisa nel 1839 e in tale sede propose la prima inchiesta agraria generale italiana. In pratica, per ciascuno degli stati esistenti nella penisola, si sarebbe dovuto redigere uno studio sulle condizioni dell'agricoltura e delle pratiche agrarie. Proprio il Mazzarosa si incaricò della ricerca per il Ducato di Lucca. Lo stesso Mazzarosa promosse Lucca quale sede per il quinto congresso degli scienziati, che si tenne in città nel settembre del 1843.
Dopo la morte di Ascanio Mansi, il Mazzarosa divenne Presidente del Consiglio di Stato (marzo 1840). Negli otto anni successivi, quindi, Mazzarosa fu uno dei personaggi più importanti della politica del Ducato ed ebbe un ruolo fondamentale nella crisi del 1847 - 48. In quel periodo infatti Lucca vedeva il diffondersi di un moderato liberalismo che aspirava in qualche modo alla concessione di riforme ed in generale ad una qualche forma di unità italiana, magari di stampo federale.
Nel 1844 il Mazzarosa fu rimosso dalla carica di Direttore dell'Università; in quel momento infatti il Duca, fino ad allora piuttosto tollerante, iniziò ad assumere posizioni più conservatrici e volle imporre una direzione dell'ateneo meno tollerante verso i pur flebili vagiti di liberalismo che si levavano dal corpo docente e da quello studentesco. Nell'estate del 1847 le manifestazioni a favore di Pio IX si fecero ripetute ed insistenti. La polizia sembrò inizialmente spiazzata, ma in seguito i settori maggiormente conservatori iniziarono a chiedere al sovrano misure repressive. Il Duca, la cui politica era sempre stata mite e permissiva, sembrò esitare, mentre il Mazzarosa cercava di convincerlo a moderate concessioni di carattere liberale. La rottura del delicato equilibrio si ebbe tra la fine di agosto e i primi di settembre. Il 30 agosto il Mazzarosa, visto il rifiuto del Duca a concedere le riforme, rassegnò le dimissioni da Presidente del Consiglio di Stato. Nella notte Carlo Lodovico ritenne di respingere le dimissioni e il 1º settembre si tenne in città una grande manifestazione. Il Duca si trovava nella villa di San Martino in Vignale e il Mazzarosa, sceso in piazza, placò i rivoltosi promettendo che si sarebbe recato a San Martino per ottenere la concessione della libertà di stampa e della Guardia Civica. Il Presidente del Consiglio di Stato si mosse in carrozza, ma dietro di lui salirono verso la villa ducale più di 3000 persone. Il Duca rimase scosso alla vista della folla e concesse le riforme richieste.

## Edizioni
- Le Opere del marchese A. M., edite a Lucca in 5 voll. (I-IV, 1841-42; V, 1886).